# Festival du cinéma américain de Deauville 2022
Le Festival du cinéma américain de Deauville 2022, la 48e édition du festival, se déroule du 2 au 11 septembre 2022.

## Déroulement et faits marquants
Le 22 mai 2022, il est annoncé que Arnaud Desplechin présidera le jury.
Le 19 juillet 2022, le jury de la Révélation est dévoilé. Il sera présidé par l'actrice Élodie Bouchez.
Le palmarès est dévoilé le 11 septembre 2021 : le Grand prix est décerné à Aftersun de Charlotte Wells. Le Prix du jury est remis à War Pony de Riley Keough et Gina Gammell et à Palm Trees and Power Lines de Jamie Dack,,.

## Jurys

### Jury de la compétition officielle
- Arnaud Desplechin (président du jury) : réalisateur, scénariste et producteur  France
- Jean-Paul Civeyrac : réalisateur et scénariste  France
- Pierre Deladonchamps : acteur  France
- Léa Drucker : actrice  France
- Yasmina Khadra : romancier  Algérie
- Sophie Letourneur : actrice, réalisatrice et scénariste  France
- Alex Lutz : acteur, réalisateur et scénariste  France
- Marine Vacth : actrice  France

### Jury de la Révélation
- Élodie Bouchez (présidente du jury) : actrice  France
- Andréa Bescond : actrice  France
- Eddy de Pretto : chanteur  France
- Nicolas Pariser : réalisateur  France
- Agathe Rousselle : actrice  France
- Yolande Zauberman : réalisatrice  France

## Sélection officielle

### Film d'ouverture
- Call Jane de Phyllis Nagy

### Film de clôture
- Don't Worry Darling d'Olivia Wilde

### Compétition
- 1-800-Hot-Nite de Nick Richey
- Aftersun de Charlotte Wells
- Dual de Riley Stearns
- Emily the Criminal de John Patton Ford
- Montana story de David Siegel et Scott McGehee
- Over/Under de Sophia Silver
- Palm Trees and Power Lines de Jamie Dack
- Peace in the Valley de Tyler Riggs
- Scrap de Vivian Kerr
- Stay Awake de Jamie Sisley
- The Silent Twins de Agnieszka Smoczyńska
- War Pony de Riley Keough et Gina Gammell
- Watcher de Chloe Okuno

### Les Premières
- Alice de Krystin Ver Linden
- Armageddon Time de James Gray
- At the Gates d'Augustus Meleo Bernstein
- Blonde d'Andrew Dominik
- Blood de Brad Anderson
- God's Country de Julian Higgins
- June Zero de Jake Paltrow
- When You Finish Saving the World de Jesse Eisenberg
- X de Ti West

### L'Heure de la Croisette
- Close de Lukas Dhont
- Des étoiles à midi de Claire Denis
- Sans filtre (Triangle of Sadness) de Ruben Östlund

### Fenêtre sur le cinéma français
- La Grande Magie de Noémie Lvovsky
- La Tour de Guillaume Nicloux
- Les Rascals de Jimmy Laporal-Trésor

### Carte blanche àPhilippe Garnier
- Tuez Charley Varrick ! de Don Siegel
- Le Convoi sauvage de Richard C. Sarafian
- La Chevauchée des bannis de André De Toth
- Le Grand Chantage de Alexander Mackendrick
- La Cité sans voiles de Jules Dassin
- Le Secret derrière la porte de Fritz Lang

### Les Docs de l'Oncle Sam
- Belushi de R. J. Cutler
- Body Parts de Kristy Guevara-Flanagan
- Bonnie de Simon Wallon
- Hallelujah, les mots de Leonard Cohen de Dan Geller et Dayna Goldfine
- Hollywood Business de Pascal Mérigeau, Bruno Icher et Jérémy Leroux
- Lynch/Oz de Alexandre O. Philippe
- Moonage Daydream de Brett Morgen
- Television Event de Jeff Daniels
- The Wild One de Tessa Louise-Salomé

## Hommages
- Jesse Eisenberg
- Lucy Boynton
- Ana de Armas

## Palmarès
- Grand Prix : Aftersun de Charlotte Wells
- Prix du jury (ex æquo) : War Pony de Riley Keough et Gina Gammell et Palm Trees and Power Lines de Jamie Dack
- Prix de la révélation :  War Pony de Riley Keough et Gina Gammell
- Prix de la critique : Aftersun de Charlotte Wells
- Prix du public : Emily the Criminal de John Patton Ford
- Deauville Talent Award : Thandiwe Newton, Jesse Eisenberg
- Prix Nouvel Hollywood : Ana de Armas, Lucy Boynton
- Prix d'Ornano-Valenti : Falcon Lake de Charlotte Le Bon